# فهرست فیلم‌های استودیوی انیمیشن والت دیزنی
این فهرستی از فیلم‌های «استودیو انیمیشن والت دیزنی» است. این استودیو تاکنون ۶۲ فیلم بلند پویانمایی سینمایی تولید کرده‌است.
نخستین فیلم دیزنی سفید برفی و هفت کوتوله (۱۹۳۷) بود که به عنوان یکی از نخستین فیلم‌های بلند پویانمایی کامل و اولین فیلم پویانمایی ساخته‌شده در ایالات متحده محسوب می‌شود. از فیلم‌های اخیر آن می‌توان به دنیای عجیب (۲۰۲۲) و آرزو (۲۰۲۳) اشاره کرد.

## فیلم‌شناسی
این فهرست شامل فیلم‌های ساخته شده توسط استودیو انیمیشن والت دیزنی است.

### فیلم‌های منتشر شده
| ردیف | فیلم                        | تاریخ اکران     | کارگردان‌ها | نویسندگان | تهیه‌کنندگان                               |
| ---- | --------------------------- | --------------- | --- | --- | ----------------------------------------- |
| ۱    | سفیدبرفی و هفت کوتوله       | ۲۱ دسامبر ۱۹۳۷  | مدیر ناظر: دیوید هند کارگردانان سکانس: بیلی کاترل، ویلفرد جکسون، لری موری، پرس پیرس و بن شارپستین                                                   | داستان/فیلمنامه: دوروتی آن بلنک، ریچارد کریدون، مریل ده ماریس، اتو انگلندر، ارل هرد، دیک ریکارد، تد سیرز و استوری‌برد بر پایهٔ: سفیدبرفی از برادران گریم | والت دیزنی                                |
| ۲    | پینوکیو                     | ۷ فوریه ۱۹۴۰    | مدیران ناظر: همیلتون لاسک و بن شارپستین کارگردانان سکانس: نورم فرگوسن، جک کینی، ویلفرد جکسون، تی هی و بیل رابرتز                                    | داستان/فیلمنامه: اورلیوس باتاگلیا، بیلی کاترل، اتو انگلندر، اردمن پنر، جوزف سابو، تد سیرز و وب اسمیت بر پایهٔ: ماجراهای پینوکیو از کارلو کلودی | والت دیزنی                                |
| ۳    | فانتازیا                    | ۱۳ نوامبر ۱۹۴۰  | جیمز آلگار، ساموئل آرمسترانگ، فورد بیب، نورم فرگوسن، دیوید هند، جیم هندلی، تی هی، ویلفرد جکسون، همیلتون لوسک، بیل رابرتز، پل ساترفیلد و بن شارپستین | بر پایهٔ: شاگرد جادوگر از یوهان ولفگانگ فون گوته | والت دیزنی و بن شارپستین                  |
| ۴    | دامبو                       | ۲۳ اکتبر ۱۹۴۱   | مدیر ناظر: بن شارپستین کارگردانان سکانس: ساموئل آرمسترانگ، نورمن فرگوسن، ویلفرد جکسون، جک کینی و بیل رابرتز                                         | داستان/فیلمنامه: اتو انگلندر، جو گرانت و دیک هومر بر پایهٔ: دامبو، فیل پرنده از هلن آبرسون و هارولد پرل | والت دیزنی                                |
| ۵    | بامبی                       | ۱۳ اوت ۱۹۴۲     | مدیر ناظر: دیوید هند کارگردانان سکانس: جیمز الگار، سا موئل آرمسترانگ، گراهام هید، بیل رابرتز، پل ساترفیلد و نورمن رایت                              | داستان/فیلمنامه: چاک کاوچ، کارل فالبرگ، لری موری، پرس پیرس، مل شاو، ورنون استالینگز و رالف رایت بر پایهٔ: بامبی، یک زندگی در جنگل از فلیکس زالتن | والت دیزنی                                |
| ۶    | سلام برادران                | ۶ فوریه ۱۹۴۳    | نورم فرگوسن، ویلفرد جکسون، جک کینی، همیلتون لوسک و بیل رابرتز                                                                                       | هومر برایتمن، جو گرانت، دیک هیمر، هارولد ریوز، روی ویلیامز و رالف رایت | والت دیزنی                                |
| ۷    | سه کابالرو                  | ۳ فوریه ۱۹۴۵    | مدیر ناظر: نورم فرگوسن کارگردانان سکانس: کلاید جرونیمی، جک کینی، بیل رابرتز و هارولد یانگ                                                           | جیمز بودرو، هومر برایتمن، دل کانل، بیلی کاترل، بیل پیت، المر پلامر، تد سیرز، ارنست ترازاس، روی ویلیامز و رالف رایت | والت دیزنی                                |
| ۸    | معدن موسیقی                 | ۲۰ آوریل ۱۹۴۶   | کلاید جرونیمی، جک کینی، همیلتون لوسکه، جاشوا میادور و رابرت کورمک                                                                                   | داستان/فیلمنامه: جیمز بودرو، هومر برایتمن، اروین گراهام، اریک گورنی، تی هی، سیلویا هالند، دیک هیمر، دیک کلسی، دیک کینی، جسی مارش، تام اورب، کپ پالمر، اردمن پنر، دیک شاو، جان والبریج و روی ویلیامز بر پایهٔ: کیسی در خفاش از ارنست تایر و پیتر و گرگ از سرگئی پروکفیف | والت دیزنی                                |
| ۹    | عشق و حال مجانی             | ۲۷ سپتامبر ۱۹۴۷ | جک کینی، همیلتون لوسکه، ویلیام مورگان و بیل رابرتز                                                                                                  | داستان/فیلمنامه: هومر برایتمن، الدون ددینی، لنس نالی، تام اورب، هری ریوز و تد سیرز بر پایهٔ: بانگو خرس کوچولو از سینکلر لوئیس و جک و لوبیای سحرآمیز از بنیامین تابارت                                                                                                  | والت دیزنی                                |
| ۱۰   | زمان ملودی                  | ۲۷ مه ۱۹۴۸      | کلاید جرونیمی، ویلفرد جکسون، جک کینی و همیلتون لوسک                                                                                                 | داستان/فیلمنامه: کن اندرسون، هومر برایتمن، بیلی کاترل، وینستن هیبلر، جسی مارش، باب مور، اردمن پنر، هری ریوز، جو رینالدی، تد سیرز، آرت اسکات و جان والبریج بر پایهٔ: زندگی جانی اپلسید، توت کوچولو از هاردی گراماتکی، درخت از جویس کیلمر و بیل پکوس                     | والت دیزنی                                |
| ۱۱   | ماجراهای ایکابد و آقای تاد  | ۵ اکتبر ۱۹۴۹    | جیمز الگار، کلاید جرونیمی و جک کینی | داستان/فیلمنامه: هومر برایتمن، وینستن هیبلر، اردمن پنر، هری ریوز، جو رینالدی و تد سیرز بر پایهٔ: باد در درختان بید از کنت گراهام و افسانه سوار بی‌سر از واشینگتن اروینگ                                                                                                 | والت دیزنی                                |
| ۱۲   | سیندرلا                     | ۱۵ فوریه ۱۹۵۰   | کلاید جرونیمی، ویلفرد جکسون و همیلتون لوسک | داستان/فیلمنامه: کن اندرسون، هومر برایتمن، وینستون هیبلر، بیل پیت، اردمن پنر، هری ریوز، جو رینالدی و تد سیرز بر پایهٔ: سیندرلا از شارل پرو | والت دیزنی                                |
| ۱۳   | آلیس در سرزمین عجایب        | ۲۸ ژوئیه ۱۹۵۱   | کلاید جرونیمی، ویلفرد جکسون و همیلتون لوسک | داستان/فیلمنامه: میلت بانتا، دل کانل، بیلی کاترل، جو گرانت، وینستون هیبلر، دیک هیمر، دیک کلسی، تام اورب، بیل پیت، اردمن پنر، جو رینالدی، تد سیرز و جان والبریج بر پایهٔ: آلیس در سرزمین عجایب و آن‌سوی آینه از لوئیس کارول                                              | والت دیزنی                                |
| ۱۴   | پیتر پن                     | ۵ فوریه ۱۹۵۳    | کلاید جرونیمی، ویلفرد جکسون و همیلتون لوسک | داستان/فیلمنامه: میلت بانتا، بیلی کاترل، وینستون هیبلر، بیل پیت، اردمن پنر، جو رینالدی، تد سیرز و رالف رایت بر پایهٔ: پیتر و وندی از جیمز بری | والت دیزنی                                |
| ۱۵   | بانو و ولگرد                | ۲۲ ژوئن ۱۹۵۵    | کلاید جرونیمی، ویلفرد جکسون و همیلتون لوسک | داستان/فیلمنامه: دان دگرادی، اردمن پنر، جو رینالدی و رالف رایت بر پایهٔ: دن، سگ بدبین خوشحال از ورد گرین | والت دیزنی                                |
| ۱۶   | زیبای خفته                  | ۲۹ ژانویه ۱۹۵۹  | مدیر ناظر: کلاید جرونیمی کارگردانان سکانس: لس کلارک، اریک لارسون، و ولفگانگ رایترمن                                                                 | داستان/فیلمنامه: میلت بانتا، وینستون هیبلر، بیل پیت، اردمن پنر، جو رینالدی، تد سیرز و رالف رایت بر پایهٔ: زیبای خفته از شارل پرو و بریار رز کوچولو از برادران گریم | والت دیزنی                                |
| ۱۷   | صد و یک سگ خالدار           | ۲۵ ژانویه ۱۹۶۱  | کلاید جرونیمی، همیلتون لوسکه و ولفگانگ رایترمن | داستان/فیلمنامه: بیل پیت بر پایهٔ: صد و یک سگ خالدار از دودی اسمیت | والت دیزنی                                |
| ۱۸   | شمشیر در سنگ                | ۲۵ دسامبر ۱۹۶۳  | ولفگانگ رایترمن | داستان/فیلمنامه: بیل پیت بر پایهٔ: شمشیر در سنگ از تی.اچ. وایت | والت دیزنی                                |
| ۱۹   | کتاب جنگل                   | ۱۸ اکتبر ۱۹۶۷   | ولفگانگ رایترمن | داستان/فیلمنامه: کن اندرسون، لری کلمونز، ونس گری و رالف رایت بر پایهٔ: کتاب جنگل از رودیارد کیپلینگ | والت دیزنی                                |
| ۲۰   | گربه‌های اشرافی              | ۲۴ دسامبر ۱۹۷۰  | ولفگانگ رایترمن | داستان/فیلمنامه: کن اندرسون، لری کلمونز، اریک کلورث، ونس گری، جولیوس سوندسن، فرانک توماس و رالف رایت بر پایهٔ: خاستگاه مخفی گربه‌های اشرافی از تام مک گوان و تام رو | وینستون هیبلر و رایترمن                   |
| ۲۱   | رابین هود                   | ۸ نوامبر ۱۹۷۳   | ولفگانگ رایترمن | داستان/فیلمنامه: کن اندرسون، لری کلمونز، اریک کلورث، ونس گری، دیو میچنر، جولیوس سوندسن و فرانک توماس بر پایهٔ: افسانهٔ رابین هود | رایترمن                                   |
| ۲۲   | ماجراهای بسیار وینی پو      | ۱۱ مارس ۱۹۷۷    | جان لانزبری و ولفگانگ رایترمن | داستان/فیلمنامه: کن اندرسون، اگس آتنسیو، تد برمن، لری کلمونز، اریک کلورث، ونس گری، وینستون هیبلر، جولیوس سوندسن و رالف رایت بر پایهٔ: سری کتاب‌های وینی د پو از آلن الکساندر میلن                                                                                       | رایترمن                                   |
| ۲۳   | نجات‌دهندگان                 | ۲۲ ژوئن ۱۹۷۷    | جان لونسبری، ولفگانگ رایترمن و آرت استیونز | داستان/فیلمنامه: کن اندرسون، تد برمن، لری کلمونز، ونس گری، فرد لاکی، برنی متینسون، دیوید میچنر، دیک سباست و فرانک توماس بر پایهٔ: سری کتاب امدادگران از مارجری شارپ | رایترمن و ران دبلیو میلر                  |
| ۲۴   | روباه و سگ شکاری            | ۱۰ ژوئیه ۱۹۸۱   | تد برمن، ریچارد ریچ و آرت استیونز | داستان/فیلمنامه: برمن، لری کلمونز، ونس گری، استیو هولت، ارل کرس، برنی متینسون، دیوید میچنر و پیتر یانگ بر پایهٔ: روباه و سگ تازی از دانیل پی مانیکس | ران دبلیو میلر، ولفگانگ رایترمن و استیونز |
| ۲۵   | دیگ سیاه                    | ۲۴ ژوئیه ۱۹۸۵   | تد برمن و ریچارد ریچ | داستان/فیلمنامه: برمن، ونس گری، جو هیل، دیوید جوناس، روی موریتا، ریچ، آرت استیونز، آل ویلسون و پیتر یانگ بر پایهٔ: سرگذشت پرایدین سری کتاب از لوید الکساندر | جو هیل و ران دبلیو. میلر                  |
| ۲۶   | کارآگاه موش بزرگ            | ۲ ژوئیه ۱۹۸۶    | ران کلمنتس، برنی متینسون، دیوید میچنر و جان ماسکر،                                                                                                  | داستان/فیلمنامه: کلمنتز، ونس گری، استیو هولت، متینسون، میچنر، بروس ام. موریس، ماسکر، متیو اوکالاگان، ملوین شاو و پیتر یانگ بر پایهٔ: سری کتاب ریحان خیابان بیکر از حوا تیتوس                                                                                           | متینسون                                   |
| ۲۷   | الیور و دوستان              | ۱۸ نوامبر ۱۹۸۸  | جورج اسکریبنر | فیلمنامه: جیم کاکس، تیموتی جی دیزنی و جیمز منگولد الهام‌گرفته از: الیور توئیست از چارلز دیکنز | کاتلین گاوین                              |
| ۲۸   | پری دریایی کوچولو           | ۱۷ نوامبر ۱۹۸۹  | ران کلمنتز و جان ماسکر | داستان/فیلمنامه: کلمنتس و ماسکر بر پایهٔ: پری دریایی کوچولو از هانس کریستیان آندرسن | ماسکر و هاوارد اشمن                       |
| ۲۹   | امدادگران: مأموریت زیرزمینی | ۱۶ نوامبر ۱۹۹۰  | هندل بوتوی و مایک گابریل | فیلمنامه: جیم کاکس، کری کرک‌پاتریک، جو رنفت و بایرون سیمپسون بر پایهٔ: سری کتاب امدادگران از مارجری شارپ | توماس شوماخر                              |
| ۳۰   | دیو و دلبر                  | ۲۲ نوامبر ۱۹۹۱  | گری تروزدیل و کرک ویس | فیلمنامه: لیندا وولورتون بر پایهٔ: دیو و دلبر از ژان ماری لپرنس دو بومونت | دن هان                                    |
| ۳۱   | علاءالدین                   | ۲۵ نوامبر ۱۹۹۲  | ران کلمنتز و جان ماسکر | فیلمنامه: کلمنتز، تد الیوت، ماسکر و تری روسیو بر پایهٔ: علاءالدین و چراغ جادو از هزار و یک شب | کلمنتس و ماسکر                            |
| ۳۲   | شیرشاه                      | ۲۴ ژوئن ۱۹۹۴    | راجر آلرس و راب مینکاف | فیلمنامه: آیرین مکی، جاناتان رابرتز و لیندا وولورتون الهام‌گرفته از: هملت از ویلیام شکسپیر | دان هان                                   |
| ۳۳   | پوکاهانتس                   | ۲۳ ژوئن ۱۹۹۵    | مایک گابریل و اریک گلدبرگ | داستان/فیلمنامه: کارل بایندر، سوزانا گرانت و فیلیپ لازبنیک الهام‌گرفته از: زندگی پوکاهانتس | جیمز پنطیکاست                             |
| ۳۴   | گوژپشت نتردام               | ۲۱ ژوئن ۱۹۹۶    | گری تروسدیل و کرک وایز | داستان: تب مورفی فیلمنامه: ایرنه مکی، مورفی، جاناتان رابرتز، باب تزودیکر و نونی وایت بر پایهٔ: گوژپشت نوتردام از ویکتور هوگو | دان هان                                   |
| ۳۵   | هرکول                       | ۲۷ ژوئن ۱۹۹۷    | ران کلمنتز و جان ماسکر | فیلمنامه: کلمنتز، دونالد مک انری، ایرنه مکی، ماسکر و باب شاو بر پایهٔ: اساطیر یونانی از هرکول | آلیس دیویی، کلمنتس و ماسکر                |
| ۳۶   | مولان                       | ۱۹ ژوئن ۱۹۹۸    | تونی بنکرافت و بری کوک | داستان: رابرت دی. سان سوچی فیلمنامه: یوگنیا بوستویک-سینگر، ریتا هسیائو، فیلیپ لازبنیک، کریس سندرز و ریموند سینگر بر پایهٔ: هئا مولان از گئو مائوکیان | پام کوتس                                  |
| ۳۷   | تارزان                      | ۱۸ ژوئن ۱۹۹۹    | کریس باک و کوین لیما | فیلمنامه: تب مورفی، باب تزودیکر و نونی وایت بر پایهٔ: تارزان میمون‌ها از ادگار رایس باروز | بونی آرنولد                               |
| ۳۸   | فانتازیا ۲۰۰۰               | ۱۶ دسامبر ۱۹۹۹  | جیمز الگار، هندل بوتوی، فرانسیس گلباس، اریک گلدبرگ، دان هان، و پیکسوت هانت                                                                          | بر پایهٔ: سرباز قلع استوار از هانس کریستین اندرسن | روی ادوارد دیزنی و دونالد دبلیو ارنست     |
| ۳۹   | دایناسور                    | ۱۹ مه ۲۰۰۰      | اریک لیتون و رالف زونداگ | داستان: تام انریکز، جان هریسون، رابرت نلسون جاکوبز و زونداگ فیلمنامه: هریسون و جیکوبز | پام مارسدن                                |
| ۴۰   | زندگی جدید امپراتور         | ۱۵ دسامبر ۲۰۰۰  | مارک دیندال | داستان: دینال و کریس ویلیامز فیلمنامه: دیوید رینولدز | رندی فولمر                                |
| ۴۱   | آتلانتیس: امپراتوری گم‌شده   | ۱۵ ژوئن ۲۰۰۱    | گری تروسدیل و کرک وایز | داستان: تب مورفی، تروسدیل، جاس ویدون، وایز، برایس زیبل و جکی زابل فیلمنامه: مورفی بر پایهٔ: افسانه آتلانتیس | دان هان                                   |
| ۴۲   | لیلو و استیچ                | ۲۱ ژوئن ۲۰۰۲    | دین دبلوا و کریس سندرز | داستان/فیلمنامه: دبلوا و سندرز بر پایهٔ: یک کتاب کودکان منتشر نشده از سندرز | کلارک اسپنسر                              |
| ۴۳   | سیاره گنج                   | ۲۷ نوامبر ۲۰۰۲  | ران کلمنتز و جان ماسکر | داستان: کلمنتز، تد الیوت، ماسکر و تری روسیو فیلمنامه: کلمنتز، راب ادواردز و ماسکر بر پایهٔ: جزیره گنج از رابرت لویی استیونسن | کلمنتز، ماسکر و روی کنلی                  |
| ۴۴   | برادر خرس                   | ۱ نوامبر ۲۰۰۳   | آرون بلیز و رابرت واکر | فیلمنامه: استیو بنچیچ، لورن کامرون، ران جی فریدمن، دیوید هاسلتون و تب مورفی | ایگور خایت و چاک ویلیامز                  |
| ۴۵   | خانه‌ای در مزرعه             | ۲ آوریل ۲۰۰۴    | ویل فین و جان سنفورد | داستان: فین، مارک کندی، مایکل لباش، رابرت لنس، سم لوین و سنفورد فیلمنامه: فین و سنفورد | آلیس دیویی گولداستون                      |
| ۴۶   | جوجه کوچولو                 | ۴ نوامبر ۲۰۰۵   | مارک دینال | داستان: دینال و مارک کندی فیلمنامه: ران اندرسون، استیو بنچیچ و ران جی فریدمن الهام‌گرفته از: هنی پنی | رندی فولمر                                |
| ۴۷   | ملاقات با رابینسون‌ها        | ۳۰ مارس ۲۰۰۷    | استفن جی اندرسون | فیلمنامه: اندرسون، جان آ. برنشتاین، ناتان گرنو، هال، جو متئو، اورین ردسون و میشل اسپریتز بر پایهٔ: یک روز با ویلبر رابینسون از ویلیام جویس | دوروتی مک‌کیم                              |
| ۴۸   | تیزپا                       | ۲۱ نوامبر ۲۰۰۸  | بایرون هاوارد و کریس ویلیامز | فیلمنامه: دن فوگلمن و ویلیامز | کلارک اسپنسر                              |
| ۴۹   | شاهدخت و قورباغه            | ۱۱ دسامبر ۲۰۰۹  | ران کلمنتز و جان ماسکر | داستان: کلمنتز، گرگ ارب، ماسکر و جیسون اورملند فیلمنامه: کلمنتز، راب ادواردز و ماسکر الهام‌گرفته از: شاهدخت و قورباغه از ای دی بیکر | پیتر دل وچو                               |
| ۵۰   | گیسوکمند                    | ۲۴ نوامبر ۲۰۱۰  | ناتان گرنو و بایرون هاوارد | فیلمنامه: دن فوگلمن بر پایهٔ: راپانزل از برادران گریم | روی کنلی                                  |
| ۵۱   | وینی د پو                   | ۱۵ ژوئیه ۲۰۱۱   | استفن جی اندرسون و دان هال | داستان/فیلمنامه: اندرسون، کلیو چیانگ، دان دوگرتی، هال، کندل هویر، برایان کیسینگر، نیکول میچل و جرمی اسپیرز بر پایهٔ: وینی د پو سری کتاب از ای.ای. میلن | پیتر دل وچو و کلارک اسپنسر                |
| ۵۲   | رالف خرابکار                | ۲ نوامبر ۲۰۱۲   | ریچ مور | داستان: فیل جانستون، مور و جیم ریردون فیلمنامه: جانستون و جنیفر لی | کلارک اسپنسر                              |
| ۵۳   | یخ‌زده                       | ۲۷ نوامبر ۲۰۱۳  | کریس باک و جنیفر لی | داستان: باک، لی و شین موریس فیلمنامه: لی الهام‌گرفته از: ملکه برفی از هانس کریستین اندرسن | پیتر دل وچو                               |
| ۵۴   | شش قهرمان بزرگ              | ۷ نوامبر ۲۰۱۴   | دان هال و کریس ویلیامز | فیلمنامه: رابرت ال بیرد، دن گرسون و جردن رابرتز بر پایهٔ: شش قهرمان بزرگ از من آو اکشن انترتینمنت | روی کنلی                                  |
| ۵۵   | زوتوپیا                     | ۴ مارس ۲۰۱۶     | بایرون هاوارد و ریچ مور | داستان: جرد بوش، فیل جانستون، هوارد، جنیفر لی، مور، جیم ریردون و جوزی ترینیداد فیلمنامه: بوش و جانستون | کلارک اسپنسر                              |
| ۵۶   | موانا                       | ۲۳ نوامبر ۲۰۱۶  | ران کلمنتز و جان ماسکر | داستان: کلمنتز، دان هال، آرون، جردن کندل، ماسکر، پاملا ریبون و کریس ویلیامز فیلمنامه: جرد بوش الهام‌گرفته از: اسطوره هاوایی از مائویی | اوسنات شورر                               |
| ۵۷   | رالف اینترنت را خراب می‌کند  | ۲۱ نوامبر ۲۰۱۸  | فیل جانستون و ریچ مور | داستان: جانستون، مور، جیم ریردون، پاملا ریبون و جوزی ترینیداد فیلمنامه: جانستون و ریبون | کلارک اسپنسر                              |
| ۵۸   | یخ‌زده ۲                     | ۲۲ نوامبر ۲۰۱۹  | کریس باک و جنیفر لی | داستان: کریستن اندرسون-لوپز، باک، لی، رابرت لوپز و مارک ای. اسمیت فیلمنامه: لی الهام‌گرفته از: ملکه برفی از هانس کریستین اندرسن | پیتر دل وچو                               |
| ۵۹   | رایا و آخرین اژدها          | ۵ مارس ۲۰۲۱     | کارلوس لوپز استرادا و دان هال | داستان: پل بریگز، هال، ادل لیم، لوپز استرادا، کیل موری، کوی نگوین، جان ریپا و دین ولینز فیلمنامه: لیم و نگوین | پیتر دل وچو و اوسنات شورر                 |
| ۶۰   | افسون                       | ۲۴ نوامبر ۲۰۲۱  | جرد بوش و بایرون هاوارد | داستان: بوش، جیسون هند، هاوارد، نانسی کروزه، لین-منوئل میرندا و کریس کاسترو اسمیت فیلمنامه: بوش و اسمیت | ایوت مرینو و کلارک اسپنسر                 |
| ۶۱   | دنیای عجیب                  | ۲۳ نوامبر ۲۰۲۲  | دان هال | فیلمنامه: کوی نگوین | روی کنلی                                  |
| ۶۲   | آرزو                        | ۲۲ نوامبر ۲۰۲۳  | کریس باک فاون ویراسانتورن | فیلمنامه: جنیفر لی و آلیسون مور داستان: لی، باک، ویراسانتورن و مور | دیو متزگر                                 |
| ۶۳   | موانا ۲                     | ۲۷ نوامبر ۲۰۲۴  | دیو دریک جونیور جیسون هند دانا لدوکس میلر | فیلمنامه: جرد بوش و میلر داستان: بوش، میلر و بک اسمیت | کریستینا چن ایوت مرینو                    |

### فیلم‌های آینده
| فیلم         | تاریخ اکران    | کارگردان                | نویسنده | مبتنی بر/با الهام از               | تهیه‌کننده                   | آهنگساز | وضعیت ساخت  | منبع                           |
| ------------ | -------------- | ----------------------- | ------- | ---------------------------------- | --------------------------- | ------- | ----------- | ------------------------------ |
| زوتوپیا ۲    | ۲۶ نوامبر ۲۰۲۵ | Jared Bush Byron Howard | Bush    | فیلم از Jared Bush & Phil Johnston | Yvett Merino & Jennifer Lee | ن/م     | در حال ساخت | [ ۳ ] [ ۴ ]                    |
| فیلم بی‌عنوان | ۲۵ نوامبر ۲۰۲۶ | ن/م                     | ن/م     | ن/م                                | ن/م                         | ن/م     | ن/م         | [ ۲ ] [ ۵ ]                    |
| یخ‌زده ۳      | ۲۴ نوامبر ۲۰۲۷ | Jennifer Lee Marc Smith | Lee     | ن/م                                | ن/م                         | ن/م     | در حال ساخت | [ ۶ ] [ ۷ ] [ ۸ ] [ ۹ ] [ ۱۰ ] |

## تولیدات مرتبط
| عنوان                              | تاریخ انتشار   | استودیو                            |
| ---------------------------------- | -------------- | ---------------------------------- |
| اژدهای بی‌میل                       | ۲۰ ژوئن ۱۹۴۱   | والت دیزنی پیکچرز                  |
| پیروزی از طریق نیروی هوایی         | ۱۷ ژوئیه ۱۹۴۳  | والت دیزنی پیکچرز                  |
| ترانه جنوب                         | ۱۲ نوامبر ۱۹۴۶ | والت دیزنی پیکچرز                  |
| عزیز دلم                           | ۲۹ نوامبر ۱۹۴۸ | والت دیزنی پیکچرز                  |
| مری پاپینز                         | ۲۷ اوت ۱۹۶۴    | والت دیزنی پیکچرز                  |
| تختخواب سحرآمیز                    | ۷ اکتبر ۱۹۷۱   | والت دیزنی پیکچرز                  |
| اژدهای پیت                         | ۳ نوامبر ۱۹۷۷  | والت دیزنی پیکچرز                  |
| چه کسی برای راجر رابیت پاپوش دوخت؟ | ۲۲ ژوئن ۱۹۸۸   | تاچ‌استون پیکچرز امبلین اینترتینمنت |
| کابوس قبل از کریسمس                | ۲۹ اکتبر ۱۹۹۳  | اسکلینگتون پروداکشنز               |
| ماجرای گوفی                        | ۷ آوریل ۱۹۹۵   | دیزنی‌تون استودیوز                  |
| جیمز و هلوی غول‌پیکر                | ۱۲ آوریل ۱۹۹۶  | اسکلینگتون پروداکشنز               |
| افسون‌زده                           | ۲۱ نوامبر ۲۰۰۷ | والت دیزنی پیکچرز                  |
| نجات آقای بنکس                     | ۱۳ دسامبر ۲۰۱۳ | والت دیزنی پیکچرز                  |
| بازگشت مری پاپینز                  | ۱۹ دسامبر ۲۰۱۸ | والت دیزنی پیکچرز                  |
| افسون‌نزده                          | ۲۰۲۲           | والت دیزنی پیکچرز                  |
| چیپ و دیل: تکاوران نجات            | ۲۰۲۲           | والت دیزنی پیکچرز                  |

## پرفروش‌ترین فیلم‌ها
پرفروش‌ترین فیلم‌های بلند پویانمایی سینمایی دیزنی از استودیوهای والت دیزنی، بخش فیلم از شرکت والت دیزنی در زیر ارائه شده‌است.
| رتبه | فیلم               | فروش جهان      | فروش جهانی، تعدیل‌شده برای تورم (۲۰۲۱) | استودیو                    | سال  | منبع          |
| ---- | ------------------ | -------------- | ------------------------------------- | -------------------------- | ---- | ------------- |
| ۱    | شیرشاه             | $۱٬۶۵۶٬۹۴۳٬۳۹۴ | $۱٬۷۷۷٬۸۳۵٬۷۰۳                        | والت دیزنی پیکچرز          | ۲۰۱۹ | [ ۱۲ ]        |
| ۲    | یخ‌زده ۲            | $۱٬۴۵۰٬۰۲۶٬۹۳۳ | $۱٬۵۵۵٬۸۲۲٬۴۰۳                        | استودیو انیمیشن والت دیزنی | ۲۰۱۹ | [ ۱۳ ] [ ۱۴ ] |
| ۳    | یخ‌زده              | $۱٬۲۹۰٬۰۰۰٬۰۰۰ | $۱٬۵۱۸٬۹۹۲٬۳۴۶                        | استودیو انیمیشن والت دیزنی | ۲۰۱۳ | [ ۱۵ ]        |
| ۴    | شگفت‌انگیزان ۲      | $۱٬۲۴۲٬۸۰۵٬۹۶۸ | $۱٬۳۵۷٬۶۴۴٬۷۶۹                        | پیکسار                     | ۲۰۱۸ | [ ۱۶ ]        |
| ۵    | داستان اسباب‌بازی ۴ | $۱٬۰۷۳٬۳۹۴٬۵۹۳ | $۱٬۱۵۱٬۷۱۰٬۵۷۶                        | پیکسار                     | ۲۰۱۹ | [ ۱۷ ]        |
| ۶    | داستان اسباب‌بازی ۳ | $۱٬۰۶۶٬۹۶۹٬۷۰۳ | $۱٬۳۴۲٬۲۲۶٬۱۲۲                        | پیکسار                     | ۲۰۱۰ | [ ۱۸ ]        |
| ۷    | در جستجوی دوری     | $۱٬۰۲۸٬۵۷۰٬۸۸۹ | $۱٬۱۷۵٬۵۷۹٬۳۸۱                        | پیکسار                     | ۲۰۱۶ | [ ۱۹ ]        |
| ۸    | زوتوپیا            | $۱٬۰۲۳٬۷۸۴٬۱۹۵ | $۱٬۱۷۰٬۱۰۸٬۵۴۹                        | استودیو انیمیشن والت دیزنی | ۲۰۱۶ | [ ۲۰ ]        |
| ۹    | شیرشاه             | $۹۶۸٬۴۸۳٬۷۷۷   | $۱٬۷۹۲٬۶۰۹٬۸۸۴                        | استودیو انیمیشن والت دیزنی | ۱۹۹۴ | [ ۲۱ ]        |
| ۱۰   | در جستجوی نمو      | $۹۴۰٬۳۳۵٬۵۳۶   | $۱٬۴۰۱٬۸۶۶٬۵۲۷                        | پیکسار                     | ۲۰۰۳ | [ ۲۲ ]        |

## بازخورد

### فروش گیشه
| فیلم                          | بودجه        | افتتاح       | داخلی        | جهانی         | منبع          |
| ----------------------------- | ------------ | ------------ | ------------ | ------------- | ------------- |
| سفیدبرفی و هفت کوتوله         | ۱٫۵ میلیون   | —            | ۱۸۴٫۹ میلیون | ۴۱۶٫۰ میلیون  | [ ۲۳ ] [ ۲۴ ] |
| پینوکیو                       | ۲٫۶ میلیون   | —            | ۸۴٫۳ میلیون  | —             | [ ۲۵ ]        |
| فانتازیا                      | ۲٫۳ میلیون   | —            | ۷۶٫۴ میلیون  | —             | [ ۲۶ ]        |
| دامبو                         | ۹۵۰٬۰۰۰      | —            | ۱٫۶ میلیون   | —             | [ ۲۷ ]        |
| بامبی                         | ۱٫۷ میلیون   | —            | ۱۰۲٫۲ میلیون | ۲۶۷٫۴ میلیون  | [ ۲۸ ]        |
| سلام برادران                  | —            | —            | —            | —             |               |
| سه کابالرو                    | —            | —            | —            | —             |               |
| معدن موسیقی                   | —            | —            | —            | ۲٫۲۵ میلیون   |               |
| عشق و حال مجانی               | —            | —            | —            | ۲٫۴ میلیون    |               |
| زمان ملودی                    | —            | —            | —            | ۱٫۸ میلیون    |               |
| ماجراهای ایکابد و آقای تاد    | —            | —            | —            | —             |               |
| سیندرلا                       | ۲٫۹ میلیون   | —            | ۸۵٫۰ میلیون  | ۲۶۳٫۶ میلیون  | [ ۲۹ ]        |
| آلیس در سرزمین عجایب          | ۳ میلیون     | —            | ۵٫۲ میلیون   | —             | [ ۳۰ ]        |
| پیتر پن                       | ۴ میلیون     | —            | ۸۷٫۴ میلیون  | ۱۴۵٫۰ میلیون  | [ ۳۱ ] [ ۳۲ ] |
| بانو و ولگرد                  | ۴ میلیون     | —            | ۹۳٫۶ میلیون  | —             | [ ۳۳ ]        |
| زیبای خفته                    | ۶ میلیون     | —            | ۵۱٫۶ میلیون  | —             | [ ۳۴ ]        |
| صد و یک سگ خالدار             | ۳٫۶ میلیون   | —            | ۱۴۴٫۹ میلیون | ۲۱۵٫۹ میلیون  | [ ۳۵ ] [ ۳۶ ] |
| شمشیر در سنگ                  | ۳ میلیون     | —            | ۲۲٫۲ میلیون  | —             | [ ۳۷ ] [ ۳۸ ] |
| کتاب جنگل                     | ۴ میلیون     | —            | ۱۴۱٫۸ میلیون | ۲۰۵٫۸ میلیون  | [ ۳۹ ]        |
| گربه‌های اشرافی                | ۴ میلیون     | —            | ۵۵٫۷ میلیون  | —             | [ ۴۰ ] [ ۴۱ ] |
| رابین هود                     | ۵ میلیون     | —            | ۳۲٫۱ میلیون  | —             | [ ۴۲ ] [ ۴۳ ] |
| ماجراهای بسیار وینی پو        | —            | —            | —            | —             |               |
| نجات‌دهندگان                   | ۷٫۵ میلیون   | —            | ۷۱٫۲ میلیون  | —             | [ ۴۴ ] [ ۴۵ ] |
| روباه و سگ شکاری              | ۱۲ میلیون    | —            | ۶۳٫۵ میلیون  | —             | [ ۴۶ ] [ ۴۷ ] |
| دیگ سیاه                      | ۴۴ میلیون    | ۴٫۲ میلیون   | ۲۱٫۳ میلیون  | —             | [ ۴۸ ] [ ۴۹ ] |
| کارآگاه موش بزرگ              | ۱۴ میلیون    | ۳٫۲ میلیون   | ۳۸٫۶ میلیون  | —             | [ ۵۰ ]        |
| الیور و دوستان                | ۳۱ میلیون    | ۴٫۰ میلیون   | ۷۴٫۲ میلیون  | —             | [ ۵۱ ]        |
| پری دریایی کوچولو             | ۴۰ میلیون    | ۶٫۰ میلیون   | ۱۱۱٫۵ میلیون | ۲۱۱٫۳ میلیون  | [ ۵۲ ] [ ۵۳ ] |
| فیلم ماجراهای اردک: چراغ جادو | ۳۷٫۹ میلیون  | ۳٫۵ میلیون   | ۲۷٫۹ میلیون  | ۴۷٫۴ میلیون   | [ ۵۴ ] [ ۵۵ ] |
| دیو و دلبر                    | ۲۵ میلیون    | ۹٫۶ میلیون   | ۲۱۹٫۰ میلیون | ۴۲۵٫۰ میلیون  | [ ۵۶ ]        |
| علاءالدین                     | ۲۸ میلیون    | ۱۹٫۳ میلیون  | ۲۱۷٫۴ میلیون | ۵۰۴٫۱ میلیون  | [ ۵۷ ]        |
| شیرشاه                        | ۴۵ میلیون    | ۴۰٫۹ میلیون  | ۴۲۲٫۸ میلیون | ۹۶۸٫۵ میلیون  | [ ۵۸ ]        |
| پوکاهانتس                     | ۵۵ میلیون    | ۲۹٫۵ میلیون  | ۱۴۱٫۶ میلیون | ۳۴۶٫۱ میلیون  | [ ۵۹ ]        |
| گوژپشت نتردام                 | ۷۰ میلیون    | ۲۱٫۰ میلیون  | ۱۰۰٫۱ میلیون | ۳۲۵٫۳ میلیون  | [ ۶۰ ] [ ۶۱ ] |
| هرکول                         | ۸۵ میلیون    | ۲۱٫۵ میلیون  | ۹۹٫۱ میلیون  | ۲۵۲٫۷ میلیون  | [ ۶۲ ]        |
| مولان                         | ۹۰ میلیون    | ۲۲٫۷ میلیون  | ۱۲۰٫۶ میلیون | ۳۰۴٫۳ میلیون  | [ ۶۳ ] [ ۶۴ ] |
| تارزان                        | ۱۳۰ میلیون   | ۳۴٫۲ میلیون  | ۱۷۱٫۱ میلیون | ۴۴۸٫۲ میلیون  | [ ۶۵ ]        |
| فانتازیا ۲۰۰۰                 | ۸۰ میلیون    | ۲٫۹ میلیون   | ۶۰٫۷ میلیون  | ۹۰٫۹ میلیون   | [ ۶۶ ]        |
| دایناسور                      | ۱۲۷٫۵ میلیون | ۳۸٫۹ میلیون  | ۱۳۷٫۷ میلیون | ۳۴۹٫۸ میلیون  | [ ۶۷ ] [ ۶۸ ] |
| زندگی جدید امپراتور           | ۱۰۰ میلیون   | ۹٫۸ میلیون   | ۸۹٫۳ میلیون  | ۱۶۹٫۳ میلیون  | [ ۶۹ ]        |
| آتلانتیس: امپراتوری گم‌شده     | ۱۲۰ میلیون   | ۲۰٫۳ میلیون  | ۸۴٫۱ میلیون  | ۱۸۶٫۱ میلیون  | [ ۷۰ ]        |
| لیلو و استیچ                  | ۸۰ میلیون    | ۳۵٫۳ میلیون  | ۱۴۵٫۸ میلیون | ۲۷۳٫۱ میلیون  | [ ۷۱ ]        |
| سیاره گنج                     | ۱۴۰ میلیون   | ۱۲٫۱ میلیون  | ۳۸٫۲ میلیون  | ۱۰۹٫۶ میلیون  | [ ۷۲ ]        |
| برادر خرس                     | ۴۶ میلیون    | ۱۹٫۴ میلیون  | ۸۵٫۳ میلیون  | ۲۵۰٫۴ میلیون  | [ ۷۳ ] [ ۷۴ ] |
| خانه‌ای در مزرعه               | ۱۱۰ میلیون   | ۱۳٫۹ میلیون  | ۵۰٫۰ میلیون  | ۱۰۴٫۰ میلیون  | [ ۷۵ ]        |
| جوجه کوچولو                   | ۱۵۰ میلیون   | ۴۰٫۰ میلیون  | ۱۳۵٫۴ میلیون | ۳۱۴٫۴ میلیون  | [ ۷۶ ]        |
| ملاقات با رابینسون‌ها          | ۱۵۰ میلیون   | ۲۵٫۱ میلیون  | ۹۷٫۸ میلیون  | ۱۶۹٫۳ میلیون  | [ ۷۷ ] [ ۷۸ ] |
| بولت                          | ۱۵۰ میلیون   | ۲۶٫۲ میلیون  | ۱۱۴٫۱ میلیون | ۳۱۰٫۰ میلیون  | [ ۷۹ ]        |
| شاهدخت و قورباغه              | ۱۰۰ میلیون   | ۲۴٫۲ میلیون  | ۱۰۴٫۴ میلیون | ۲۶۷٫۰ میلیون  | [ ۸۰ ] [ ۸۱ ] |
| گیسوکمند                      | ۲۶۰ میلیون   | ۴۸٫۸ میلیون  | ۲۰۰٫۸ میلیون | ۵۹۱٫۸ میلیون  | [ ۸۲ ]        |
| وینی د پو                     | ۳۰ میلیون    | ۷٫۹ میلیون   | ۲۶٫۷ میلیون  | ۴۹٫۹ میلیون   | [ ۸۳ ]        |
| رالف خرابکار                  | ۱۶۵ میلیون   | ۴۹٫۰ میلیون  | ۱۸۹٫۴ میلیون | ۴۷۱٫۲ میلیون  | [ ۸۴ ]        |
| یخ‌زده                         | ۱۵۰ میلیون   | ۶۷٫۴ میلیون  | ۴۰۰٫۷ میلیون | ۱٫۲۹۰ میلیارد |               |
| شش قهرمان بزرگ                | ۱۶۵ میلیون   | ۵۶٫۲ میلیون  | ۲۲۲٫۵ میلیون | ۶۵۷٫۸ میلیون  | [ ۸۵ ]        |
| زوتوپیا                       | ۱۵۰ میلیون   | ۷۵٫۱ میلیون  | ۳۴۱٫۳ میلیون | ۱٫۰۲۴ میلیارد | [ ۸۶ ]        |
| موانا                         | ۱۵۰ میلیون   | ۵۶٫۶ میلیون  | ۲۴۸٫۸ میلیون | ۶۴۳٫۳ میلیون  | [ ۸۷ ]        |
| رالف اینترنت را خراب می‌کند    | ۱۷۵ میلیون   | ۵۶٫۲ میلیون  | ۲۰۱٫۱ میلیون | ۵۲۹٫۳ میلیون  | [ ۸۸ ]        |
| یخ‌زده ۲                       | ۱۵۰ میلیون   | ۱۳۰٫۳ میلیون | ۴۷۷٫۴ میلیون | ۱٫۴۵۰ میلیارد | [ ۸۹ ]        |
| رایا و آخرین اژدها            | ۱۰۰ میلیون   | ۸٫۵ میلیون   | ۵۴٫۷ میلیون  | ۱۲۲٫۷ میلیون  | [ ۹۰ ]        |
| افسون                         | ۱۵۰ میلیون   | ۷٫۵ میلیون   | ۴۰٫۳ میلیون  | ۶۹٫۶ میلیون   | [ ۹۱ ]        |

### پاسخ انتقادی
| فیلم                          | راتن تومیتوز | متاکریتیک |
| ----------------------------- | ------------ | --------- |
| سفیدبرفی و هفت کوتوله         | ۹۸٪          | ۹۵        |
| پینوکیو                       | ۱۰۰٪         | ۹۹        |
| فانتازیا                      | ۹۶٪          | ۹۶        |
| دامبو                         | ۹۸٪          | ۹۸        |
| بامبی                         | ۹۰٪          | ۹۱        |
| سلام برادران                  | ۸۲٪          | ۶۲        |
| سه کابالرو                    | ۸۸٪          | ۸۵        |
| معدن موسیقی                   | ۷۰٪          | ۶۰        |
| عشق و حال مجانی               | ۷۵٪          | ۶۶        |
| زمان ملودی                    | ۸۸٪          | ۶۹        |
| ماجراهای ایکابد و آقای تاد    | ۹۳٪          | ۷۴        |
| سیندرلا                       | ۹۷٪          | ۸۵        |
| آلیس در سرزمین عجایب          | ۸۱٪          | ۶۸        |
| پیتر پن                       | ۸۰٪          | ۷۶        |
| بانو و ولگرد                  | ۹۳٪          | ۷۸        |
| زیبای خفته                    | ۹۰٪          | ۸۵        |
| صد و یک سگ خالدار             | ۹۸٪          | ۸۳        |
| شمشیر در سنگ                  | ۶۵٪          | ۶۱        |
| کتاب جنگل                     | ۸۷٪          | ۶۵        |
| گربه‌های اشرافی                | ۶۸٪          | ۶۶        |
| رابین هود                     | ۵۲٪          | ۵۷        |
| ماجراهای بسیار وینی پو        | ۱۰۰٪         | —         |
| نجات‌دهندگان                   | ۸۳٪          | ۷۴        |
| روباه و سگ شکاری              | ۷۳٪          | ۶۵        |
| دیگ سیاه                      | ۵۷٪          | ۵۹        |
| کارآگاه موش بزرگ              | ۸۱٪          | ۷۳        |
| الیور و دوستان                | ۵۱٪          | ۵۸        |
| پری دریایی کوچولو             | ۹۲٪          | ۸۸        |
| فیلم ماجراهای اردک: چراغ جادو | ۶۸٪          | ۷۰        |
| دیو و دلبر                    | ۹۴٪          | ۹۵        |
| علاءالدین                     | ۹۴٪          | ۸۶        |
| شیرشاه                        | ۹۳٪          | ۸۸        |
| پوکاهانتس                     | ۵۷٪          | ۵۸        |
| گوژپشت نتردام                 | ۷۴٪          | ۷۴        |
| هرکول                         | ۸۳٪          | ۷۴        |
| مولان                         | ۸۶٪          | ۷۱        |
| تارزان                        | ۸۸٪          | ۷۹        |
| فانتازیا ۲۰۰۰                 | ۸۲٪          | ۵۹        |
| دایناسور                      | ۶۵٪          | ۵۶        |
| زندگی جدید امپراتور           | ۸۶٪          | ۷۰        |
| آتلانتیس: امپراتوری گم‌شده     | ۴۹٪          | ۵۲        |
| لیلو و استیچ                  | ۸۶٪          | ۷۳        |
| سیاره گنج                     | ۶۹٪          | ۶۰        |
| برادر خرس                     | ۳۷٪          | ۴۸        |
| خانه‌ای در مزرعه               | ۵۴٪          | ۵۰        |
| جوجه کوچولو                   | ۳۶٪          | ۴۸        |
| ملاقات با رابینسون‌ها          | ۶۷٪          | ۶۱        |
| بولت                          | ۸۹٪          | ۶۷        |
| شاهدخت و قورباغه              | ۸۵٪          | ۷۳        |
| گیسوکمند                      | ۸۹٪          | ۷۱        |
| وینی د پو                     | ۹۱٪          | ۷۴        |
| رالف خرابکار                  | ۸۷٪          | ۷۲        |
| یخ‌زده                         | ۹۰٪          | ۷۴        |
| شش قهرمان بزرگ                | ۸۹٪          | ۷۴        |
| زوتوپیا                       | ۹۸٪          | ۷۸        |
| موانا                         | ۹۵٪          | ۸۱        |
| رالف اینترنت را خراب می‌کند    | ۸۸٪          | ۷۱        |
| یخ‌زده ۲                       | ۷۸٪          | ۶۴        |
| رایا و آخرین اژدها            | ۹۴٪          | ۷۵        |
| افسون                         | ۹۱٪          | ۷۶        |

## یادداشت
1. ↑  Dumbo, the Flying Elephant
2. ↑  Happy Dan, the Cynical Dog
3. ↑  Little Briar Rose
4. ↑  The Secret Origin of The Aristocats
5. ↑  والت دیزنی به عنوان تهیه‌کننده فیلم‌های برجستهٔ وینی د پو و درخت عسل و وینی د پو و روز پرسروصدا عمل کرد، که هر دو در این فیلم حضور داشتند.
6. ↑  پیش از رسیدن به نام فعلی، شرکت والت دیزنی تحت عناوینی مانند «استودیوی کارتون برادران دیزنی» فعالیت کرده‌است؛ «استودیو والت دیزنی» با استودیوهای والت دیزنی و «والت دیزنی پروداکشنز» اشتباه گرفته نشود.